# Enquête Revenus fiscaux et sociaux
L'Enquête sur les revenus fiscaux et sociaux (ERFS) est un appariement de l'enquête Emploi et des fichiers fiscaux de la direction générale des Finances publiques. Cette enquête permet de déterminer le niveau de vie des ménages et des individus, le taux de pauvreté et d'autres indicateurs socio-économiques.